# Johnny Guitar (brano musicale)
Johnny Guitar è una canzone statunitense, scritta nel 1954 dal compositore Victor Young, per la parte musicale, e dalla cantante Peggy Lee, per quella testuale, che la lanciò sul mercato internazionale.

## Storia
Il brano fu pubblicato in concomitanza con l'uscita del film western omonimo Johnny Guitar - interpretato da Sterling Hayden e Joan Crawford - di cui costituiva il motivo principale della colonna sonora.
La canzone è strutturata sullo stile di una melodica ballata folk secondo lo stile western.

## Reinterpretazioni
Sovente è stata eseguita a ritmo di beguine (segnatamente nelle versioni strumentali dei gruppi musicali The Shadows e The Spotnicks).
È stata rifatta da molti altri gruppi tra cui i Lolitas nell'EP Harakiri, e tradotta in lingua finlandese con il titolo Surujen kitara da Topi Sorsakoski and Agents.
Ebbe un notevole successo anche in Italia, grazie soprattutto alle interpretazioni che ne fornirono, con testo in italiano, Carla Boni, Katina Ranieri, Giuni Russo e Mina che la incise nel 1967 per il suo primo album PDU Dedicato a mio padre e quella strumentale della leggendaria tromba di Nini Rosso.

## Testo
Johnny Guitar è una canzone d'amore sviluppata in due strofe. È una donna che canta il suo amore privo di dubbi per il suo Johnny. In maniera accorata la donna esorta il suo uomo a suonare ancora la chitarra per lei. Che lui sia freddo e distaccato o che si mostri caldo ed appassionato, che resti o manifesti l'intenzione di andarsene, lei lo amerà per sempre, sarà pazza per l'unico uomo che abbia mai amato veramente: colui che chiamano Johnny Guitar.

## Curiosità
La canzone fa parte della colonna sonora del videogioco Fallout: New Vegas.